# Rosenmontag (1930)
Rosenmontag ist ein deutsches Filmdrama des Regisseurs Hans Steinhoff aus dem Jahr 1930. Die Literaturverfilmung basiert auf dem gleichnamigen Bühnenstück des Schriftstellers Otto Erich Hartleben. In den Hauptrollen verkörpern Mathias Wieman und Lien Deyers den Offizier Hans Rudorff und seine verlobte Traute Reimann, deren gegenseitiges Heiratsversprechen zunächst in die Brüche geht und letztlich in einem katastrophalen Desaster endet.

## Handlung
Durch eine Intrige, ausgehend von seiner Großmutter und seinen beiden Vettern, geht die Verlobung zwischen dem Offizier Hans und seiner Verlobten Traute in die Brüche. Es wird behauptet, dass während seiner 4-wöchigen Abwesenheit, in der er dienstlich unterwegs war, seine Verlobte ihm untreu geworden sein soll. Die Gerüchte zeugen von einer Liebesbeziehung mit Traute und dem Oberleutnant Grobitzsch.
In der Folge verlässt Hans seine Traute und verlobt sich mit Hildegard, der Tochter des Kommerzienrats Berger. Seine Familie stellt dieser Umstand zufrieden, da sie augenscheinlich ihr Ziel, die Heirat zwischen Hans und Traute zu verhindern, erreicht hat.
Bei einem gemütlichen Beisammensein erfährt Hans durch einen Zufall, dass seine ehemalige Verlobte Traute ihm in Wirklichkeit gar nicht untreu wurde, sondern dass vielmehr das Ganze inszeniert wurde. Des Weiteren erfährt Hans, dass Traute ihn immer noch liebt.
Im weiteren Verlauf der Filmhandlung kommen Hans und Traute wieder zusammen; sie besucht ihn während des gerade stattfindenden Karnevals zu Rosenmontag in seiner Wohnung. Als Traute für einen Moment alleine ist, hört sie eine lautstarke Diskussion zwischen Hans und dem Oberleutnant Grobitzsch aus dem Nebenzimmer. Als sie hört, dass Oberleutnant Grobitzsch sich abfällig über sie äußert, öffnet Traute schlagartig die Tür zum Nebenzimmer und wirft Hans vor, sein Offiziersehrenwort gebrochen zu haben.
Der Film endet, indem sich beide das Leben nehmen.

## Produktionsnotizen
Erich Holder assistierte Hans Steinhoff bei der Regiearbeit, Karl Drömmer assistierte dem Kameramann Werner Brandes. Robert Herlth war gemeinsam mit Walter Röhrig für die Filmbauten zuständig und Walter Tjaden sorgte für den Ton. Willy Schmidt-Gentner dirigierte das Orchester. Die gesungenen Liedtexte entstammen der Feder von Artur Rebner.

## Erscheinungstermine und abweichende Filmtitel
Rosenmontag wurde in den deutschen Kinos am 1. September 1930 erstmals gezeigt. Weitere Erscheinungstermine (im Ausland) waren der 1. Dezember 1930 in Finnland, der 25. Dezember 1930 in Slowenien und der 21. März 1931 in den USA (dort unter dem internationalen Titel Rose Monday bzw. Love's Carnival).

## Zensur
Die Filmzensur überprüfte den Film auf unzulässige Inhalte, Rosenmontag bestand diese Überprüfung am 13. August 1930 ohne Beanstandung.